# Janus Theeuwes
Janus Theeuwes (n. 4 aprilie 1886, Gilze en Rijen, Brabantul de Nord, Țările de Jos – d. 7 august 1975, Tilburg⁠(d), Brabantul de Nord, Țările de Jos) a fost un arcaș ce a reprezentat Regatul Țărilor de Jos, medaliat olimpic. A participat la o ediție a Jocurilor Olimpice (1920) în care a câștigat o medalie de aur.

## Participări
Lista de mai jos prezintă principalele competiții la care a participat Janus Theeuwes de-a lungul carierei.
- archery at the 1920 Summer Olympics – team moving bird, 28 metres[*]